# Zbigniew Wrzesiński
Zbigniew Antoni Wrzesiński (ur. 5 listopada 1943) – polski inżynier specjalizujący się w termodynamice oraz polityk. Doktor habilitowany nauk technicznych. Lider działającej pod koniec XX wieku Koalicji Ludowo-Niepodległościowej, od 2004 prezes Stronnictwa Pracy.

## Życiorys
Wieloletni pracownik naukowo-dydaktyczny Politechniki Warszawskiej. Pracował też w Instytucie Pojazdów Mechanicznych i Transportu Wojskowej Akademii Technicznej im. Jarosława Dąbrowskiego w Warszawie. Adiunkt w Instytucie Mechaniki i Poligrafii Wydziału Inżynierii Produkcji PW. Wykładowca termodynamiki oraz balistyki wewnętrznej broni lufowej i rakiet. Jest autorem podręcznika akademickiego Termodynamika (I wydanie w 2002, II wydanie poprawione i rozszerzone w 2008). W 2013 uzyskał stopień doktora habilitowanego nauk technicznych w zakresie mechaniki, w specjalności termodynamika.
W latach 80., w tym w okresie stanu wojennego, działał w NSZZ „Solidarność”. W listopadzie 1985 został odwołany z funkcji prodziekana do spraw studenckich Wydziału Mechaniczno-Technologicznego Politechniki Warszawskiej, a następnie z powodów politycznych w 1986 został wyrzucony z pracy na tej uczelni, do której powrócił w 1989.
W latach 1998–2001 był prezesem rządowej Agencji Techniki i Technologii.
W 1996 zaangażował się w tworzenie Akcji Wyborczej Solidarność. W wyborach w 1997 bez powodzenia kandydował z jej listy do Sejmu w okręgu warszawskim. W wyborach samorządowych w kolejnym roku bezskutecznie ubiegał się o mandat radnego Rady Warszawy z listy komitetu Samorząd Obywatelski i Międzyparafialny. Był przewodniczącym partii Koalicja Ludowo-Niepodległościowa, która w 2000 połączyła się z Chrześcijańsko-Demokratycznym Stronnictwem Pracy, tworząc Stronnictwo Pracy. Został prezesem SP, gdy zostało ono ponownie zarejestrowane w 2004. Został ogłoszony jako kandydat tej partii w wyborach prezydenckich w 2005, jednak ostatecznie nie został zarejestrowany. Wystartował wówczas jedynie w wyborach parlamentarnych, otwierając listę Domu Ojczystego w okręgu bydgoskim. W wyborach samorządowych w 2014 został pełnomocnikiem wyborczym zrzeszającego kilkadziesiąt organizacji ogólnopolskiego komitetu Wspólnota Patriotyzm Solidarność i jego kandydatem na prezydenta Warszawy oraz do rady tego miasta. W wyborach na prezydenta stolicy uzyskał 0,45% głosów, zajmując przedostatnie, 10. miejsce; nie zdobył też mandatu radnego. W wyborach parlamentarnych w 2015 był kandydatem SP do Senatu w Katowicach, zajmując przedostatnie, 5. miejsce.
W 2019 odznaczony Krzyżem Wolności i Solidarności.